# Цегельский, Николай

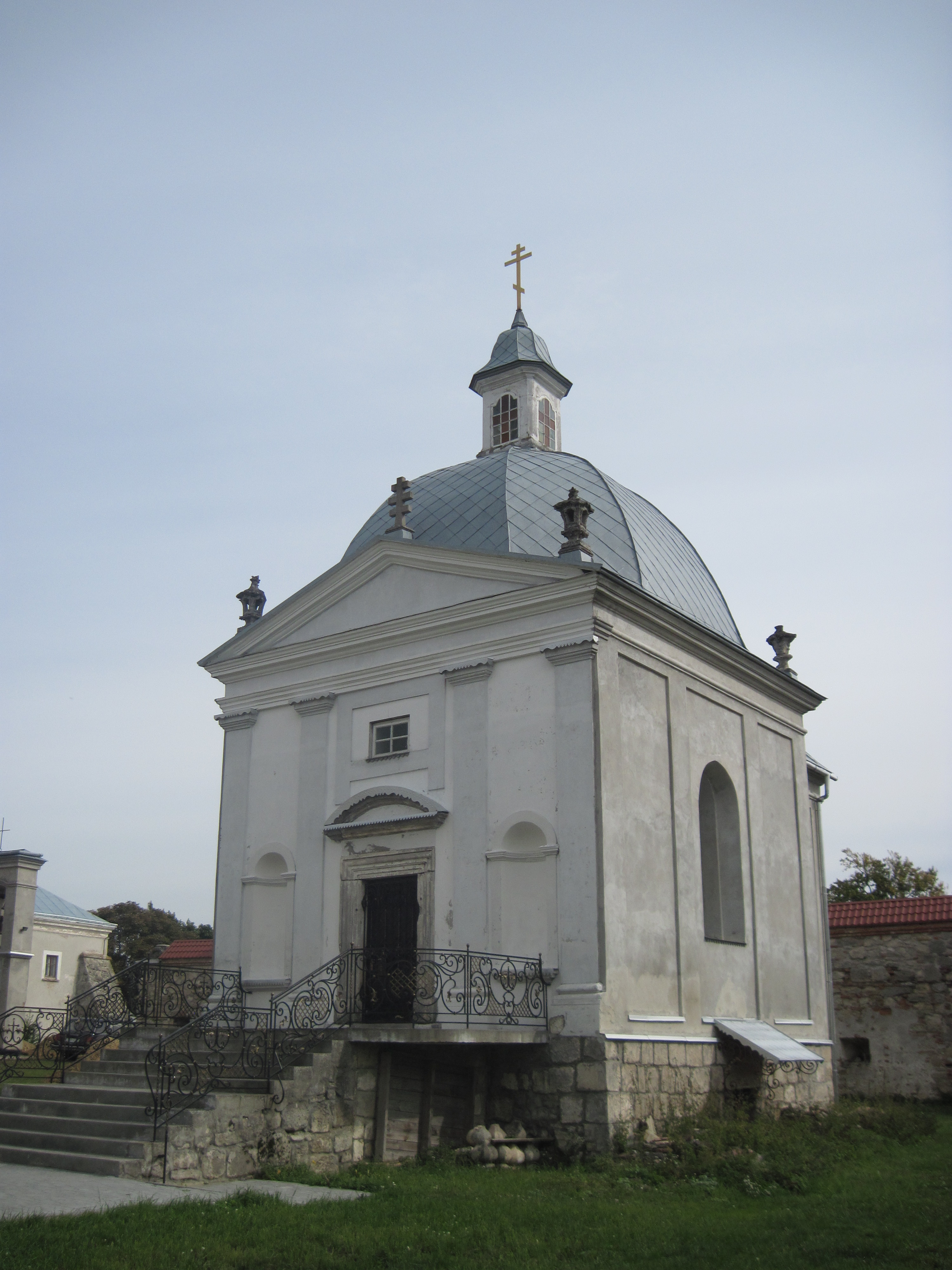
Часовня блаженного Николая Цегельского, Подкамень, Львовская область, Украина

Николай Цегельский  (укр. Мико́ла Цеге́льський, 17 декабря 1896, Струсов — 25 мая 1951, Потьма, Мордовская АССР) — блаженный Украинской грекокатолической церкви, священник, мученик.

## Биография
Николай Цегельский родился 17 декабря 1896 года в селе Струсов (ныне — Тернопольской области). В 1923 году Николай Цегельский окончил теологический факультет Львовского университета.
5 апреля 1925 года Николай Цегельский был рукоположен в священника митрополитом Андреем Шептицким, после чего многие годы служил настоятелем в грекокатолических приходах.
После II Мировой войны на Украине начались массовые преследования грекокатолических священнослужителей со стороны советской власти. 28 октября 1946 года Николай Цегельский был арестован, 27 января 1947 года осуждён на 10 лет заключения в лагерях. Николай Цегельский умер в мордовском лагере 25 мая 1951 года.

## Прославление
Николай Цегельский был беатифицирован 26 июня 2001 года Римским папой Иоанном Павлом II.